# فونتي نوفا
فوتي نوفا (بالإيطالية: Fonte Nuova)‏هي كومونا (بلدية) تقع في مدينة روما الحضرية في منطقة لاتسية الايطالية، وتقع على بعد حوالي 15 كيلومترا شمال شرق روما.
أنشئت في عام 2001 من فراتسيونين التور لوبارا دي مونتانا وسانتا لوسيا دي مونتانا، والتي كانت تنتمي إلى مينتانا وتورلوبارا في غويدونيا مونتيشيليو.

## روابط خارجية
- الموقع الرسمي